# W·菲利普斯·夏夫利
W·菲利普斯·夏夫利（1942年3月31日—）是一位美国政治学家，明尼苏达大学教授，主要作品有《政治科学研究方法》（The craft of political research）、《权力与选择：政治科学导论》（Power & Choice: An Introduction to Political Science）等。